# مشنو (استان وارمی-ماسوری)
مشنو (به لاتین: Meszno) یک روستا در لهستان است که در گمینا دوبنگنکی واقع شده‌است.